# Hornissen-Raubfliege

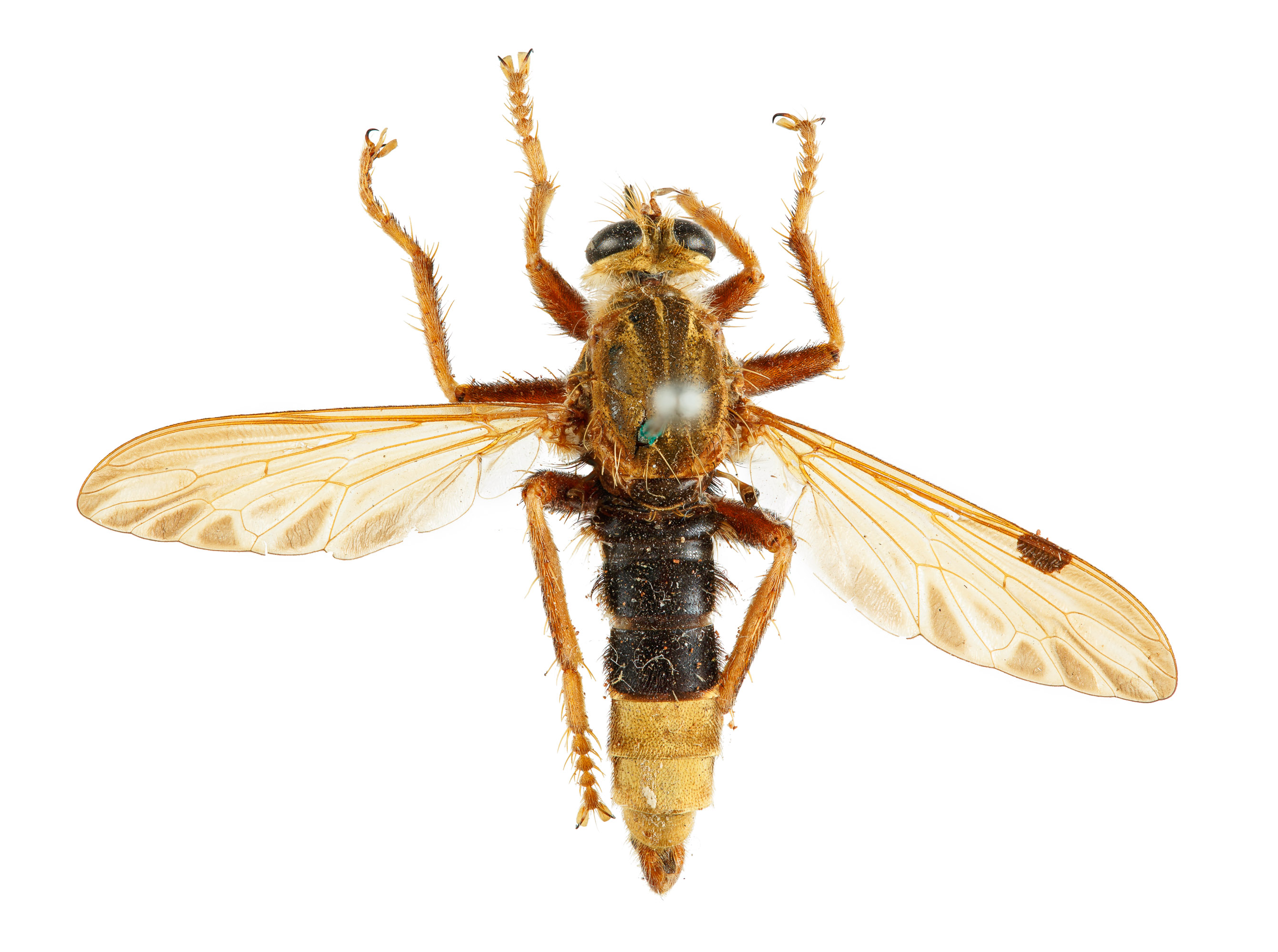
Ein männliches Exemplar

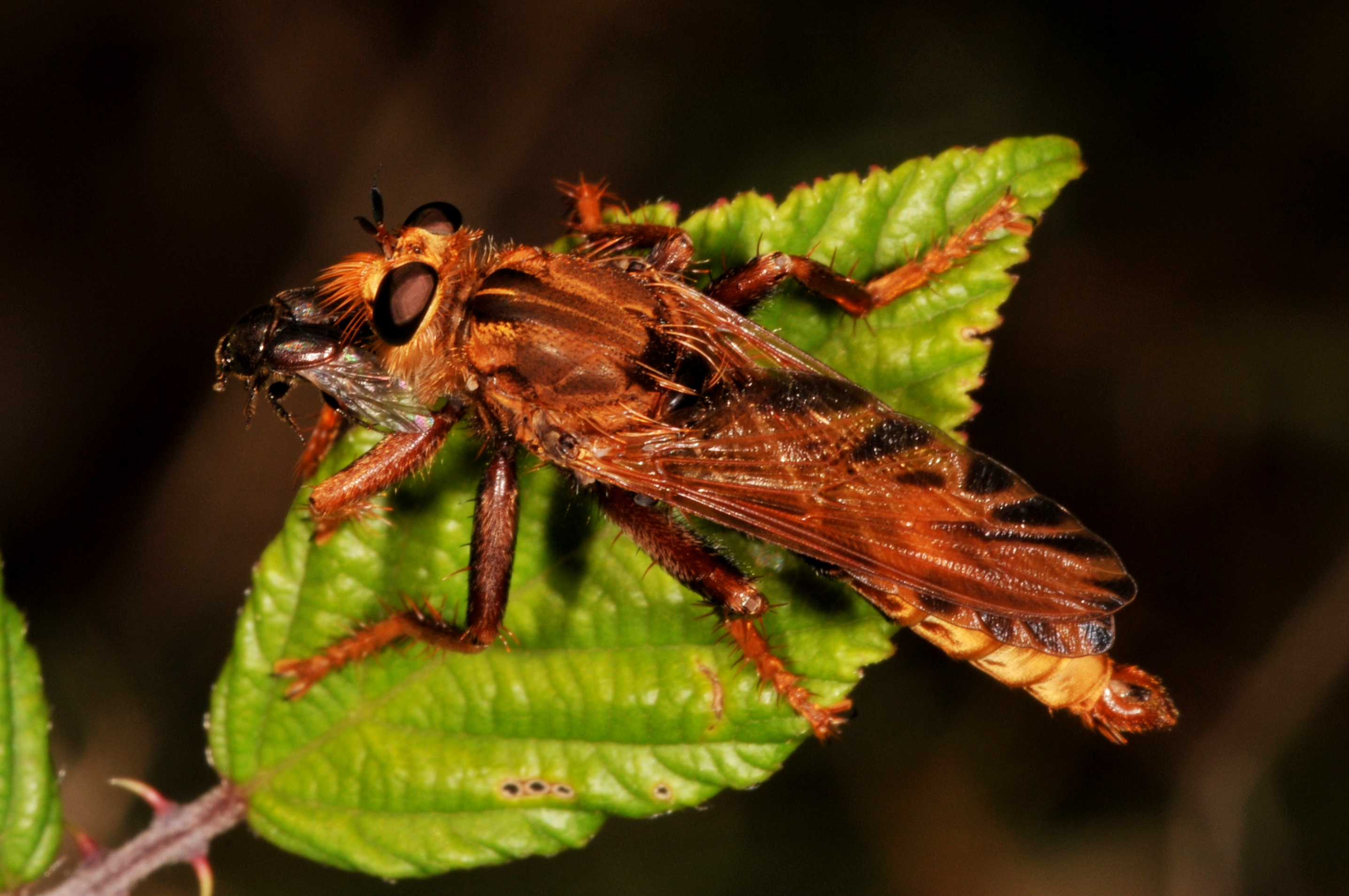
Ein Exemplar mit Beute

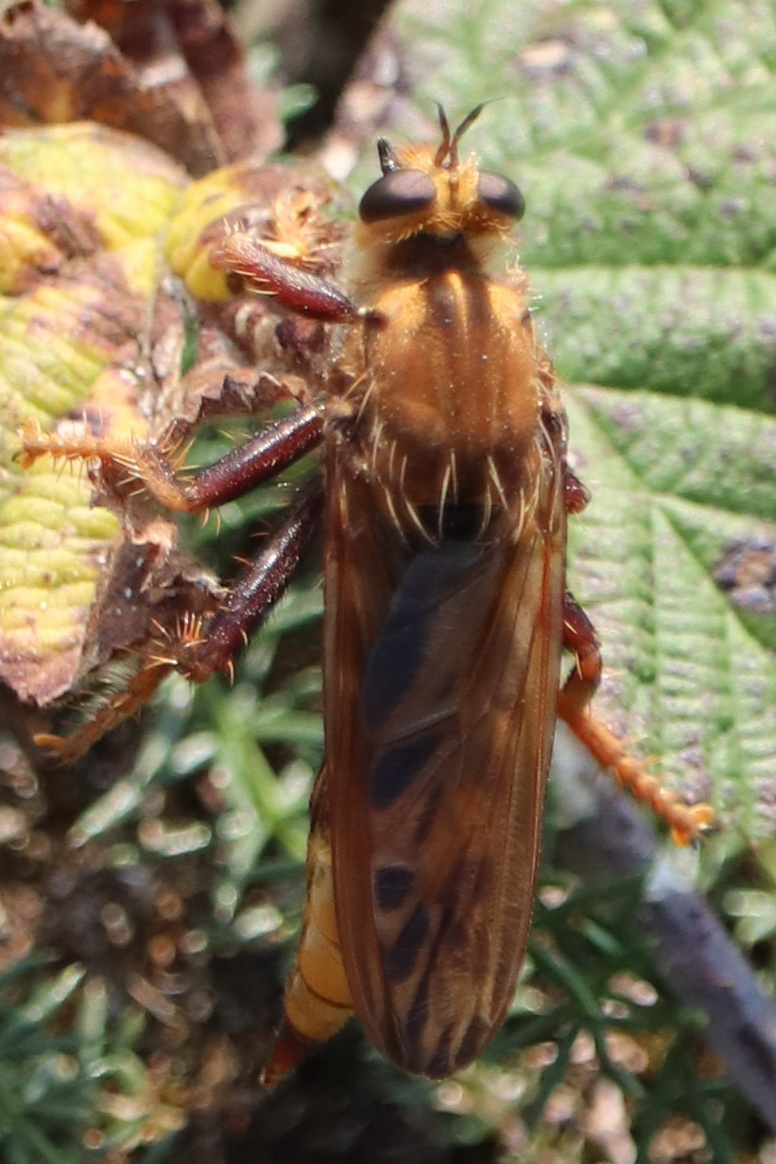
Ein Weibchen sitzt auf Pflanzen

Die Hornissen-Raubfliege (Asilus crabroniformis), auch Hornissenjagdfliege genannt, ist eine Art der zu den Fliegen gehörenden Raubfliegen. Sie ist überwiegend in Europa verbreitet.

## Merkmale
Die Körperlänge beträgt 16–30 mm und liegt meist bei 20–25 mm. Damit gehört die Art zu den größten europäischen Raubfliegen. Es handelt sich um eine relativ leicht bestimmbare, in Europa kaum verwechselbare Art. Vor allem die Gelbfärbung des Hinterleibs ist charakteristisch. Der Kopf ist gelb bestäubt und gelb beborstet, nur der Backenbart ist eher weißgelb. Der Thorax ist überwiegend rotbraun bis grau gefärbt. Das Schildchen ist kurz schwarz behaart mit gelblichen Randborsten. Die drei ersten Hinterleibssegmente (Abdominalsegmente) sind oberseits dunkelbraun oder schwarz gefärbt, mit gelben Seiten und gelblichen Haarbüscheln. Die übrigen Hinterleibssegmente sind dagegen vollständig goldgelb bis schwefelgelb gefärbt. Die Femora sind rotbraun, die Tibien und Tarsen gelblich gefärbt. Die ersten beiden kleinen Fühlerglieder sind rotgelb gefärbt, das größere letzte Glied dagegen schwarz. Die Flügel sind gelb mit bräunlicher Spitze. Die Weibchen haben am Ende des Hinterleibs eine braunschwarze Legeröhre, die den Männchen fehlt. Der deutsche Trivialname rührt von der vagen Ähnlichkeit mit Hornissen her.

## Verbreitung
Nach Literaturangaben ist die Art in Europa, Westasien und Nordafrika verbreitet, wobei sich die nordafrikanischen Angaben auf Marokko und Algerien beziehen und die asiatischen auf Russland, China und den Kaukasus. In modernen Datensammlungen wie GBIF oder iNaturalist finden sich Fundpunkte nur in Europa, östlich bis zum Kaukasus. Hierbei kommt die Art von Portugal und Spanien im Westen bis an die östliche Schwarzmeerküste im Osten vor und von Gibraltar und Sizilien im Süden bis in die englischen Midlands und den Süden Norwegens, Schwedens und Finnlands im Norden. Die meisten Funde stammen aus West- und Mitteleuropa, auf der Balkanhalbinsel scheint die Art weitestgehend zu fehlen, ebenso auf Korsika, Sardinien und Irland. Im Nordosten dringt die Art in den genannten Datensammlungen bis Russland vor, wird aber zumeist weiter westlich gefunden.
In Deutschland ist die Art zerstreut verbreitet, aber selten. In der Roten Liste gefährdeter Arten Deutschlands wird sie als stark gefährdet (RL 2) gelistet. Es wird vermutet, dass die Gabe von Arzneimitteln gegen Parasiten an Weidetiere hierfür verantwortlich ist, da diese Stoffe in deren Kot noch nicht abgebaut sind. Dies beeinflusst die dungzersetzende Tierwelt, welche wiederum Nahrungsgrundlage für diese Raubfliege ist. Zudem ist der Rückgang extensiver Beweidung ein Gefährdungsfaktor für die Art.

## Lebensraum
Die Art findet sich meist in offenem Gelände, z. B. auf Waldlichtungen und Feldern. Sie ist typisch für magere, offene und spärlich bewachsene Lebensräume und gilt als Charakterart der Borstgrasrasen. Auch in sandigen Biotopen, Heiden und vor allem auf Viehweiden findet sich die Art. Dabei dringt sie von der Ebene bis in Gebirgslagen von 1100 m Höhe vor. 

## Lebensweise
Die Imagines fliegen von Juni bis Oktober, am häufigsten zwischen Juli und September. Die Art fliegt sehr gut und schnell. Sie ernährt sich räuberisch von verschiedenen Insekten, wie Fliegen, Heuschrecken, Mistkäfern und Hautflüglern, z. B. Wespen, und greift auch hüpfende Insekten auf dem Boden an. Die Raubfliegen ergreifen die Beute im Flug mit ihren starken Beinborsten, tragen sie zurück zur Sitzwarte, stoßen ihren Rüssel in die gefangene Beute und saugen diese aus. Die Fliegen sitzen für die Jagd gerne auf bodennahen Strukturen, wie gefälltem Holz oder Dung, und lauern hier auf ihre Opfer.
Die Eiablage erfolgt nach der Paarung im Sommer in lockeren Boden in Dungnähe. Die Larven entwickeln sich in Kuhfladen und anderem Dung. Sie ernähren sich von anderen dungzersetzenden (koprophagen) Insektenlarven. Die Entwicklungsdauer beträgt 2–3 Jahre.